# Winds of Plague
Winds of Plague est un groupe de deathcore et metal symphonique américain.

## Biographie

### Débuts (2002-2005)
Le groupe se forme en 2002 à Upland, en Californie, aux États-Unis. À l'origine, le groupe s'appelait « Bleak December ». Cependant, les membres du groupe ont décidé de changer de nom pour « Winds of Plague » en avril 2005, le nom restera définitivement.
Deux mois plus tard, c'est-à-dire vers la fin du mois de juin 2005, le groupe sort un premier album studio, qui montre le style et la direction du groupe. Cet album, intitulé A Cold Day in Hell, montre bien le style plutôt original du groupe. En effet, celui-ci mélange du deathcore à des éléments de metal symphonique, par le biais de claviers, chose assez peu entendue dans ce courant musical.

### Decimate the Weak(2006-2008)
En 2008, le groupe sort un deuxième album studio, Decimate the Weak, qui reprend les caractéristiques principales de leur premier album. Le titre The Impaler, extrait de cet album, et leur première vidéo musicale. Après être brièvement passée sur MTV, la vidéo est retirée en raison de ses paroles et de son contenu jugés trop violent pour passer à la télévision.
À la suite de la sortie de cet album, Winds of Plague est parti en tournée avec les groupes Impending Doom, Danzig, Dimmu Borgir, Veil of Maya, With Dead Hands Rising et As Blood Runs Black.

### The Great Stone War(2009-2011)
Le groupe participe à de nombreux autres festivals de metal depuis la sortie de cet album. Parmi eux, on peut compter The Atticus Metal Tour, le Summer Slaughter Tour, le Decimation of the Nation Tour, le New England Metal and Hardcore Festival et enfin le Blackest of the Black Tour aux États-Unis. De nombreux autres groupes de metal les ont accompagné à ces festivals. Les groupes Emmure, All Shall Perish, Abacabb, Terror, The Ghost Inside, Necrophagist, Suffocation, Darkest Hour, Hatebreed, Chimaira, Dying Fetus et Toxic Holocaust sont de ceux-là.
En août de l'année 2009, Winds of Plague sort un troisième album studio, The Great Stone War. Comme son prédécesseur, Decimate the Weak, l'album est sorti sous le grand label Century Media Records. Certains titres de cet album sont enregistrés avec le chanteur Mitch Luker, du groupe de deathcore américain Suicide Silence.

### Against the World(2011-2013)
La sortie d'un nouvel album est annoncée le 18 novembre 2010 par Johnny Plague, sur le Myspace du groupe. Against the World est donc sorti le 19 avril 2011. Johnny Plague fait de Refined in the Fire le premier single de cet album toujours orienté deathcore avec des nuances de metal symphonique. Cet album très complet compte des participations d'autres groupes tel de Jamey Jasta du groupe Hatebreed ou encore  Mattie Montgomery du groupe For Today. À noter sur cet album une nette amélioration de la qualité studio et un travail acharné niveau vocal. Le groupe se sépare de Cruz en juillet 2012.

### Resistance(depuis 2013)
Le quatrième album de Winds of Plague, Resistance, est enregistré entre début et mi-2013. L'album est annoncé pour le 29 octobre 2013. En décembre 2015, en jouant au Affliction Metal Show à The Observatory de Santa Ana avec Suicide Silence, le chanteur Johnny Plague annonce une brève pause, avant que Winds of Plague ne revienne en studio pour un nouvel album annoncé en 2016. En avril 2016, le groupe signe chez Entertainment One Music / Good Fight Music. Le 13 décembre 2016, ils sont annoncés pour une tournée nord-américaine avec Devildriver en tête d'affiche.

## Membres

### Membres actuels
- Jonathan « Johnny » Cooke – chant (depuis 2002)
- Art Cruz – batterie (2008–2012, depuis 2015)
- Alana Potocnik – claviers (depuis 2009)
- Davey Oberlin – guitare rythmique (depuis 2015)
- Michael Montoya – guitare solo (depuis 2015)
- Justin Bock – basse (depuis 2015)

### Anciens membres
- Nick Eash – guitare solo (2002–2014)
- Nick Piunno – guitare rythmique (2002–2014)
- Corey Fine – batterie (2002–2005)
- Raffi – batterie (2002–2003)
- Brandon Pitcher – claviers (2002–2003)
- Josh Blackburn – guitare (2002)
- Paul Salem – basse (2003)
- Chris Cooke – claviers (2004–2006)
- Kevin Grant – basse (2004–2005)
- Andrew Glover – basse (2006–2014)
- Matt Feinman – claviers (2007–2008)
- Kristen Randall – claviers, chant (2008–2009)
- Brandon Galindo – batterie (2012–2014)

### Membres de tournée
- Lisa Marx – claviers (2009)
- Mike Milford – chant (2014)
- Tyler Riley - guitare (2013-2014)

## Discographie

### Albums studio
- 2005 : A Cold Day in Hell
- 2008 : Decimate the Weak
- 2009 : The Great Stone War
- 2011 : Against the World
- 2013 : Resistance
- 2017 :  Blood of my Enemy

### Démos
- 2006 : 2006 Promo